# Auf der Reeperbahn nachts um halb eins (1954)
Auf der Reeperbahn nachts um halb eins, alternativ Reeperbahn bei Nacht, ist ein deutscher Spielfilm mit Hans Albers in der Hauptrolle. Er entstand 1954 unter der Regie von Wolfgang Liebeneiner in den UFA-Studios in Berlin-Tempelhof. In weiteren tragenden Rollen sind Heinz Rühmann, Fita Benkhoff, Helga Franck, Sybil Werden und Gustav Knuth besetzt.

## Handlung
Nach Jahren kehrt Seemann Hannes Wedderkamp in seine Heimatstadt Hamburg zurück, wo er sich zur Ruhe setzen möchte. Dort trifft er Pitter Breuer wieder, einen alten Freund, dem es mit seiner Galopp-Diele auf der Reeperbahn geschäftlich äußerst schlecht geht. Der stimmungsfrohe Hannes greift Pitter unter die Arme und ihm gelingt es, das verwaiste Lokal innerhalb kurzer Zeit mit Gästen zu füllen. Hannes will zudem sein erspartes Geld in eine Revue investieren, um die farblose Galopp-Diele in eine Goldgrube zu verwandeln.
Hannes zeigt sich angetan von Anni, der erwachsenen Tochter Pitter Breuers. Anni jedoch liebt den Reederssohn Jürgen Brandstetter. Dessen Vater, Brandstetter senior, will von einer unstandesgemäßen Verbindung seines Sohnes mit der Tochter eines Kneipenbesitzers aber nichts wissen. Seine Einstellung ändert er jedoch, als er Annis Vater persönlich kennenlernt. Zudem eröffnet Pitter Hannes, dass Hannes der leibliche Vater von Anni ist, Pitter sich ihr gegenüber aber immer als Vater ausgegeben hat. Daraufhin kommt es zwischen den Freunden zum Zerwürfnis.
Auf sich alleine gestellt, geht Pitter ein illegales Geschäft mit Bilek ein, um die kostenintensive Renovierung des Lokals doch noch sicherzustellen. Bilek plant, ein mit Nazigold beladenes U-Boot aus der Ostsee zu heben. Anni erzählt Hannes, dass Pitter sich mit dem skrupellosen Bilek eingelassen hat. Er ahnt seinen Freund in Lebensgefahr und setzt alles daran, um ihn letztendlich zu retten. Nach der Versöhnung eilt Hannes während Annis Verlobungsfeier zum Hafen zurück, ohne dass seine Tochter die Wahrheit erfahren hat.

## Produktion

### Produktionsnotizen, Lieder
Der Film wurde im Studio Berlin-Tempelhof produziert. Außenaufnahmen fanden im Hamburger Hafen, in St. Pauli, auf Helgoland, in Timmendorfer Strand, in Berlin und in Cuxhaven statt. Produktionsfirma war die Berolina-Film GmbH in West-Berlin.
Hans Albers, neben seiner Leistung als Schauspieler auch Sänger, interpretiert in dem Film den Titel Auf der Reeperbahn nachts um halb eins, der bereits 1912 von Ralph Arthur Roberts für das Theaterstück Bunt ist die Welt komponiert und getextet wurde. Weitere Lieder im Film:
- In einer Sternennacht am Hafen, Komm’ auf die Schaukel, Luise, Kleine Möwe, flieg’ nach Helgoland, Einmal noch nach Bombay und Es muss ja nicht Hawaii sein, sämtlichst gesungen von Hans Albers
- Es hängt ein Pferdehalfter an der Wand, gesungen von Hans Albers und Heinz Rühmann
- Schön ist die Liebe im Hafen, gesungen von einem Männerchor

### Veröffentlichung
Die Erstaufführung des Films war am 16. Dezember 1954 in Hamburg. Im deutschen Fernsehen war er erstmals am 5. März 1973 im ZDF zu sehen.
Alive gab den Film am 9. Februar 2018 innerhalb der Reihe „Juwelen der Filmgeschichte“ auf DVD heraus.

### Neuverfilmung
Im Jahr 1969 erschien unter der Regie von Rolf Olsen die gleichnamige Neuverfilmung, in der Curd Jürgens und Heinz Reincke die Hauptrollen spielten.

## Kritiken
Das Lexikon des internationalen Films befand: „Volkstümlicher Unterhaltungsfilm um zwei erprobte Stars im St.-Pauli-Milieu, mit populären Melodien und Reeperbahn-Romantik angereichert.“
Im Handbuch V der katholischen Filmkritik 6000 Filme, 1963 ist zu lesen: „Musikalisches Volksstück, in dem es um die Lebensluft der berühmt-berüchtigten Straße in Hamburg und um die altbekannten Auftritte von Albers und Rühmann geht.  Mischung aus Film-St.-Pauli und etwas Wirklichkeit.“
Das Heyne Filmlexikon war der Meinung: „Musikalisches Volksstück, das wenig mit dem Volk und wenig mit der Wirklichkeit von Hamburgs sündiger Meile zu tun hat.“
TV Spielfilm stellte auf Lokalkolorit ab und zog daraus das Fazit: „Zum Publikumsliebling machen den Film neben der dramatischen und rührenden Geschichte vor allem die Original-Drehorte, bei soviel Lokalkolorit gerät manch Hamburg-Fan ins Schwärmen und unzählige Hanseaten schwelgen bei jeder Aufführung in nostalgischen Gefühlen und summen die altvertraute Melodie über die sündige Meile mit.“
Der Kritiker und Autor Falk Schwarz stellte fest, dass Gustav Knuth hier „weit unter seinen Möglichkeiten“ eingesetzt worden sei und Rühmann auf die Reeperbahn passe, „wie eine Rose ins Kartoffelbeet“. Albers und Rühmann hätten vielleicht im Film Sherlock Holmes „harmoniert, aber sonst eher nicht“. Albers erdrücke den kleinen Rühmann. „In diesem Abklatsch eines einstigen Erfolges“ seien „zudem die Nebenrollen schlecht besetzt. Kein kantiger Typ weit und breit.“ Der Hamburger Hafen habe selten im Film „so flau“ ausgesehen. Regisseur Wolfgang Liebeneiner habe wohl „alle Hände voll zu tun gehabt, die Disharmonie zwischen seinen beiden Schauspieler-Assen Albers und Rühmann auszutarieren“ und sei „gescheitert“.